# دولنی گلاواناک
دولنی گلاواناک (به بلغاری: Dolni Glavanak) یک منطقهٔ مسکونی در بلغارستان است که در شهرستان ماجاروفو واقع شده‌است.